# The Woods Are Full of Cuckoos
The Woods Are Full of Cuckoos este un film de animație Merrie Melodies din 1937, regizat de Frank Tashlin.